# 陳伯義
陳 伯義（ちん はくぎ、? - 589年頃）は、南朝陳の皇族。江夏王。文帝陳蒨の九男。字は堅之。

## 経歴
陳蒨と張修容の間の子として生まれた。天嘉6年（565年）8月、江夏王に封じられた。太建年間、軽車将軍・丹陽尹となった。太建9年（577年）7月、都督合霍二州諸軍事・合州刺史となった。太建10年（578年）9月、宣恵将軍から東揚州刺史に転じた。太建14年（582年）、召還されて侍中・忠武将軍・金紫光禄大夫の位を受けた。禎明3年（589年）、陳が滅亡すると関中に入り、瓜州に移動する道中で死去した。
長男の陳元基は、湘潭侯に封じられ、隋の大業年間に穀熟県令となった。

## 伝記資料
- 『陳書』巻28 列伝第22
- 『南史』巻65 列伝第55